# Шубански, Магда
Ма́гда Шуба́нски (иногда неправильно Жуба́нски; англ. Magda Szubanski; род. 12 апреля 1961, Ливерпуль, Ланкашир) — австралийская актриса кино и телевидения, сценарист и продюсер.

## Биография
Магдален Шубански родилась 12 апреля 1961 года в Ливерпуле. Её отец имел польские корни (эмигрировал с родины во время Второй мировой войны), а мать — шотландско-ирландские. В 1966 году с родителями, братом и сестрой эмигрировала в Австралию, в Мельбурн. В 1976 году была капитаном команды одноклассников в интеллектуальном телешоу It's Academic.
В 1985 году, выступая с ревю Too Cool for Sandals в Мельбурнском университете, была замечена продюсерами Australian Broadcasting Corporation, которые предложили девушке роль в готовящемся комедийном скетч-шоу англ. The D-Generation. Магда согласилась, и не только сыграла множество различных ролей в этом шоу, но также выступила сценаристом к его нескольким выпускам.
В 2008—2009 годах являлась участницей программы сброса веса Jenny Craig, Inc.; за год она сбросила вес со 120 до 85 килограммов.
14 февраля 2012 года совершила каминг-аут, открыто заявив, что она — лесбиянка. В том же году впервые приняла участие в ЛГБТ-фестивале Марди Гра в Сиднее.

## Избранные награды и номинации
- 1992 — «Логи»[англ.] в категории «Самая популярная комедийная исполнительница» за роль в скетч-шоу «Полный вперёд»[англ.] — победа.
- 1996 — «Логи» в категории «Самая популярная комедийная персона» — победа.
- 2002 — AACTA в категории «Лучшая актриса второго плана или приглашённая звезда в телевизионной драме» за роль в сериале «Кэт и Ким»[англ.] — победа.
- 2003 — AACTA в категории «Лучшая актриса второго плана или приглашённая звезда в телевизионной драме или комедии» за роль в сериале «Кэт и Ким» — номинация.
- 2004 — AACTA в категории «Лучшая актриса второго плана или приглашённая звезда в телевизионной драме или комедии» за роль в сериале «Кэт и Ким» — номинация.
- 2005 — «Серебряная Логи» в категории «самая популярная актриса» за роль в сериале «Кэт и Ким» — номинация.
- 2008 — «Серебряная Логи» в категории «самая популярная актриса» за роль в сериале «Кэт и Ким» — номинация.
- 2019 — Офицер ордена Австралии[10].

## Избранная фильмография

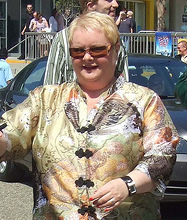
В 2006 году

С 1986 года по настоящее время Магда Шубански снялась в примерно 45 фильмах, озвучила 4 мультфильма, написала сценарии к 5 фильмам и к нескольким десяткам эпизодов сериалов и выпусков скетч-шоу.

### Актриса на широком экране
- 1995 — Бэйб: Четвероногий малыш / Babe — Эсме Корделиа Хоггетт, фермерша
- 1998 — Бэйб: Поросёнок в городе / Babe: Pig in the City — Эсме Корделиа Хоггетт, фермерша
- 2002 — Охотник на крокодилов: Схватка[англ.] / The Crocodile Hunter: Collision Course — Броззи Дрюитт
- 2005 — Сын Маски / Son of the Mask — Бетти
- 2006 — Делай ноги / Happy Feet — мисс Виола (озвучивание)
- 2007 — Золотой компас / The Golden Compass — миссис Лонсдейл
- 2009 — Прикрасний новы ден[англ.] / Bran Nue Dae — Бетти, хозяйка придорожной гостиницы
- 2010 — Ученик Санты / L’Apprenti Père Noël — Беатрис (озвучивание в англоязычном дубляже)
- 2011 — Делай ноги 2 / Happy Feet Two — мисс Виола (озвучивание)
- 2012 — Кэт и Кимдерелла[англ.] / Kath & Kimderella — Шэрон Карен Стрелецки
- 2013 — Богиня[англ.] / Goddess — Кассандра Вульфе
- 2018 — Барбекю[англ.] / The BBQ — мясник

### Актриса телевидения
- 1986—1987 — англ. The D-Generation — разные роли (в 16 выпусках)
- 1989—1992 — Полный вперёд[англ.] / Fast Forward — разные роли (в 90 выпусках)
- 1999, 2001 — На краю Вселенной / Farscape — Фарлоу (в 3 эпизодах)
- 2002—2007 — Кэт и Ким[англ.] / Kath & Kim — Шэрон Карен Стрелецки (в 32 эпизодах)

### Сценарист
- 1986—1987 — англ. The D-Generation (доп. материалы в 9 эпизодах, сценарист 5 эпизодов)
- 1989—1992 — Полный вперёд[англ.] / Fast Forward (90 эпизодов)
- 2002—2007 — Кэт и Ким[англ.] / Kath & Kim (доп. материалы в 32 эпизодах, проработка персонажа Шэрон Карен Стрелецки)
- 2012 — Кэт и Кимдерелла[англ.] / Kath & Kimderella (проработка персонажа Шэрон Карен Стрелецки)